# Dieta líquida
Las dietas líquidas son planes alimenticios en los que se restringen los alimentos sólidos y se consume únicamente líquidos o alimentos con una consistencia blanda y licuada. Estas dietas se prescriben normalmente en determinadas situaciones médicas o antes y después de ciertos procedimientos quirúrgicos que involucran el tracto gastrointestinal.

¿Cuándo se recomienda una dieta líquida?
Las dietas líquidas pueden ser recomendadas en diversas circunstancias, entre las que se incluyen:
Enfermedades gastrointestinales: Condiciones como gastroenteritis, enfermedad inflamatoria intestinal, pancreatitis, entre otras, pueden requerir una dieta líquida para permitir el reposo del sistema digestivo.
Antes y después de cirugías: Se suelen prescribir dietas líquidas antes y después de procedimientos quirúrgicos que involucran el tracto gastrointestinal o la boca, como cirugías gastrointestinales, dentales u operaciones de amígdalas.
Problemas de deglución: En personas con dificultades para tragar, las dietas líquidas pueden ser una opción temporal o permanente para garantizar una ingesta adecuada de nutrientes.

## Tipos de dietas líquidas

### Dieta de líquidos claros
Una dieta de líquidos claros consiste en alimentos líquidos transparentes tales como caldos (por ej. de verduras), jugos de fruta claros, helados de fruta claros, paletas de helado, postres de gelatina claras, pero no incluye bebidas carbonatadas

### Dieta líquida completa
Una dieta líquida completa o colada, se compone de dos alimentos líquidos transparentes y opacos, con una consistencia suave. Se incluye leche, batidos, helados, pudines, sopas de crema coladas, néctar de frutas con pulpa, cereales lisos conocidos como la avena y crema de trigo, mantequilla y miel. Los jugos de frutas (sin pulpa), café, gelatina, paletas de hielo (sin pulpa), agua y bebidas gaseosas claras también son aceptables.
Es importante destacar que las dietas líquidas pueden ser deficientes en ciertos nutrientes si no se planifican adecuadamente. Por lo tanto, deben ser supervisadas por un profesional médico o nutricionista para garantizar un aporte nutricional equilibrado y prevenir posibles carencias.
Además, estas dietas suelen ser temporales y su duración dependerá de la condición médica subyacente y la respuesta individual del paciente. Una vez que se supere la situación que requirió la dieta líquida, se debe hacer la transición gradual a una alimentación sólida y variada.